# إدوارد بيكر (لاعب كريكت بريطاني)
إدوارد بيكر (9 نوفمبر 1910 في المملكة المتحدة - 15 مارس 1992 في المملكة المتحدة) (بالإنجليزية: Edward Stanley Baker)‏ هو لاعب كريكت بريطاني (وحمل سابقاً جنسية المملكة المتحدة لبريطانيا العظمى وأيرلندا). لعب مع نادي مقاطعة ورسسترشاير للكريكيت ‏.

## وصلات خارجية
- إدوارد بيكر (لاعب كريكت بريطاني) على موقع إي آس بي آن كريك إنفو (الإنجليزية)